# Рыхвал (гмина)
Рыхвал (пол. Rychwał) — гмина (волость) в Польше, входит как административная единица в Конинский повет, Великопольское воеводство. Население — 7994 человек (на 31 декабря 2023).

## Сельские округа
1. Бяла-Паненьска
2. Броники
3. Чижев
4. Домброшин
5. Франки
6. Глины
7. Грабова
8. Гроховы
9. Ярошевице-Гродзецке
10. Ярошевице-Рыхвальске
11. Кухары-Борове
12. Кухары-Косцельне
13. Любины
14. Модлибоговице
15. Розалин
16. Рыбе
17. Сёншице
18. Сёншице-Тшеце
19. Свенча
20. Варденжын
21. Воля-Рыхвальска
22. Злотковы
23. Зосинки

## Соседние гмины
1. Гмина Гродзец
2. Гмина Мыцелин
3. Гмина Жгув
4. Гмина Старе-Място
5. Гмина Ставишин
6. Гмина Тулишкув